# Marskär (vid Aspö, Korpo)
Marskär är en ö i Finland. Den ligger i Skärgårdshavet och i kommunen Pargas i den ekonomiska regionen  Åboland i landskapet Egentliga Finland, i den sydvästra delen av landet. Ön ligger omkring 63 kilometer sydväst om Åbo och omkring 190 kilometer väster om Helsingfors. Marskär ligger 7 meter över havet. Den ligger på ön Storlandet.
Öns area är 3,5 hektar och dess största längd är 330 meter i öst-västlig riktning. Närmaste större samhälle är Korpo, 19,7 km norr om Marskär.